# Космічна погода

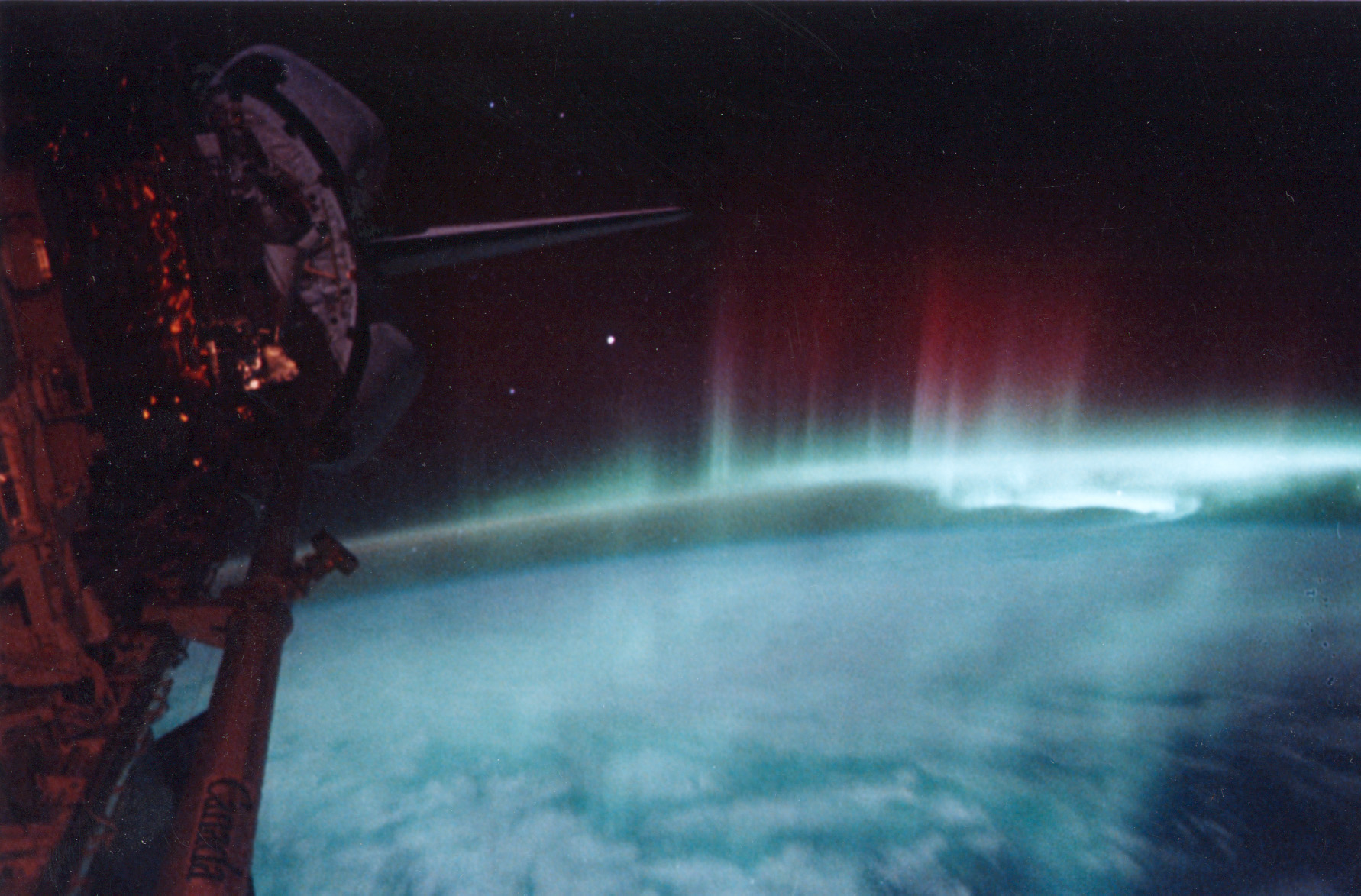
Полярне сяйво з борту шаттла «Діскавері»

Космі́чна пого́да (англ. space weather) — сукупність явищ, що відбуваються у верхніх шарах земної атмосфери, в іоносфері та навколоземному космічному просторі. Охоплює стан Сонця та сонячного вітру, магнітосфери, іоносфери та термосфери, які своєю чергою впливають на ефективність та надійність роботи бортових космічних апаратів та наземних технологічних систем, а також на людське життя та здоров'я. Вперше це поняття використав радянський вчений, академік Євгеній Костянтинович Федоров.
До геомагнітних ефектів космічної погоди в основному відносяться магнітні суббурі і магнітні бурі.

## Прогнози ефектів космічної погоди
Точні математичні моделі, які описують процеси сонячно-земної фізики, відсутні. В основу прогнозів покладені феноменологічні, імовірнісні моделі, які описують послідовність фізичних явищ, кожен крок якої може виконуватися з деякою ймовірністю (< 100 %).
Використовують 27-45-добовий, 7 — добовий, 2 — добовий і 1 — часовий прогноз. Кожен з цих типів прогнозів використовує різницю у швидкості електромагнітного сигналу і швидкості розповсюдження збурення та спирається на дистанційне спостереження явища на Сонці або локальний вимір поблизу Землі.
1-годинний прогноз спирається на прямі вимірювання параметрів плазми і магнітного поля на космічних апаратах, розташованих, як правило, в передній лібраційній точці L1 на відстані 1.5 млн км від Землі поблизу лінії Сонце-Земля.
Надійність 2-добового і 1-годинного прогнозу складають, відповідно, близько 30-50 % і 95 %. Решта прогнозів має лише загальний інформаційний характер та мають обмежене практичне застосування.
У 2019 р. для передбачення космічної погоди запропоновано використовувати динамічну модель β плазми у сонячній атмосфері

## Сфери впливу космічної погоди
- Супутники
- Космонавти
- Телекомунікації та навігація
- Авіація
- Наземні системи
- Електроніка і транспорт
- Клімат
- Біосфера
- Страхування

## Галерея

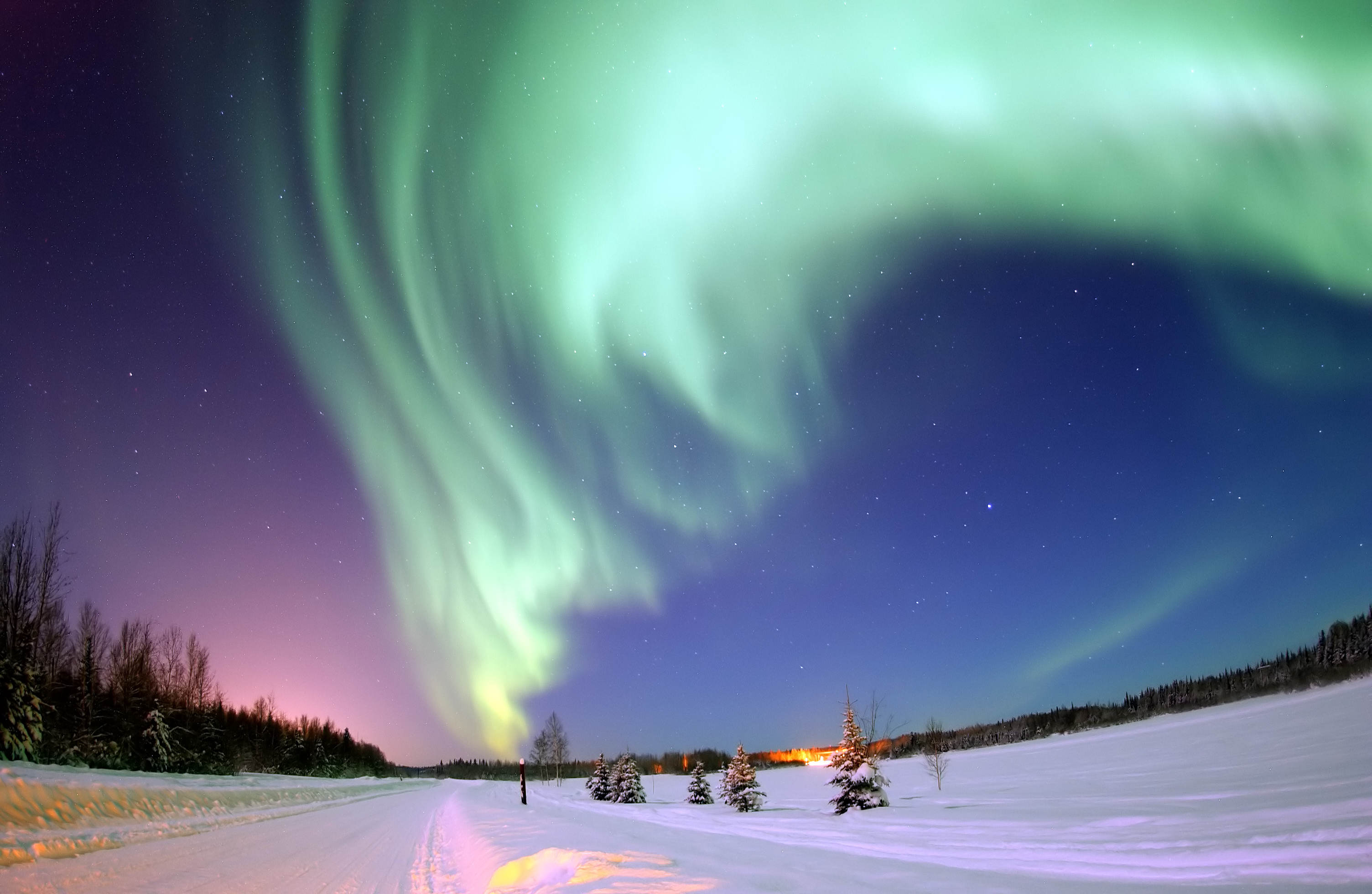
Полярне сяйво
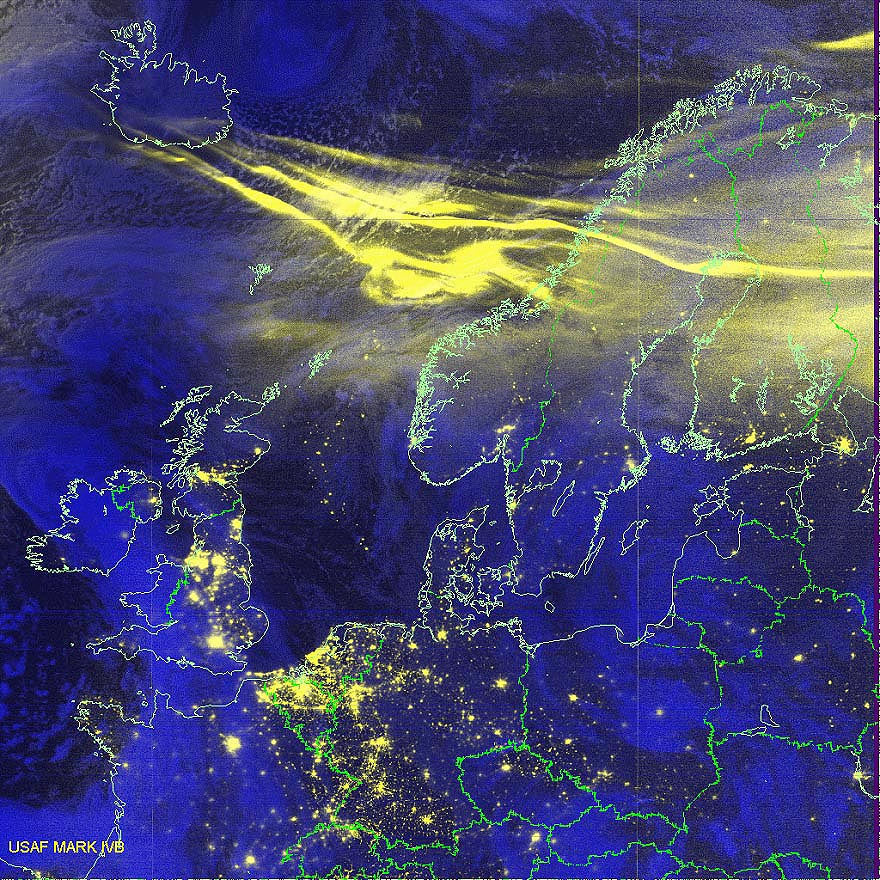
Полярне сяйво над Європою
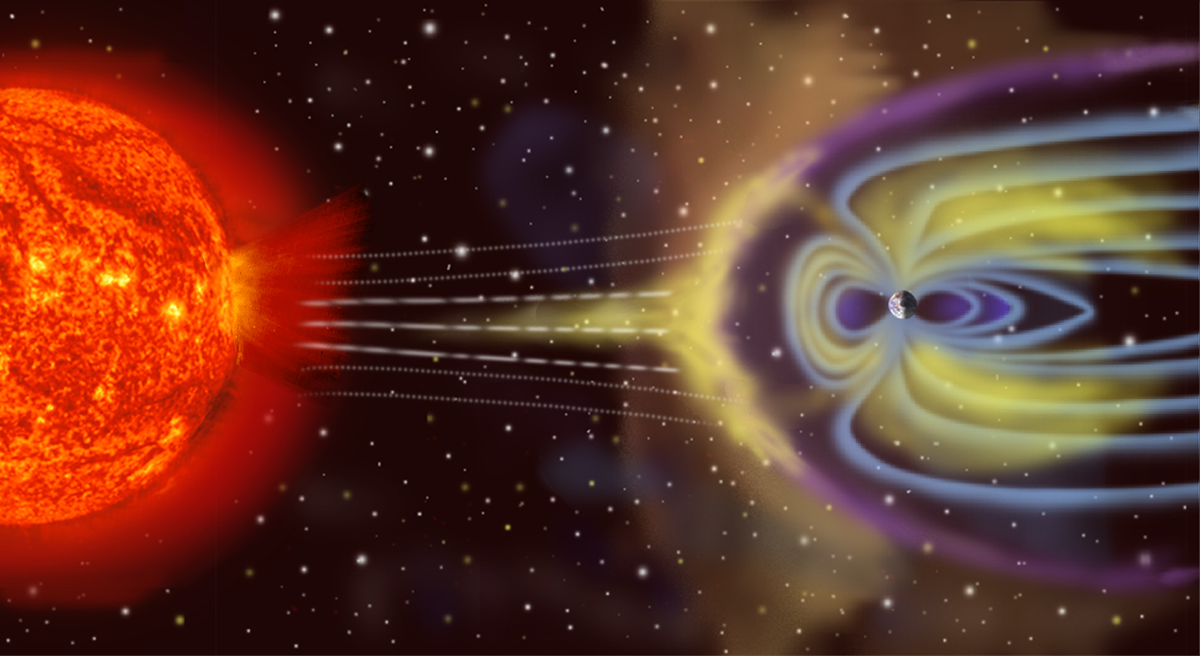
Сонячний вітер
Схема впливу Сонця на магнітосферу Землі
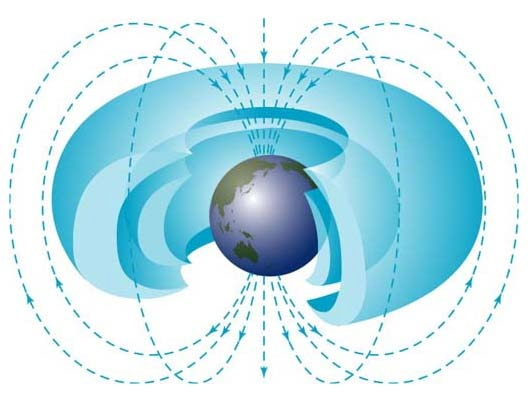
Радіаційні пояси Землі